# Krumau (Gemeinde Admont)

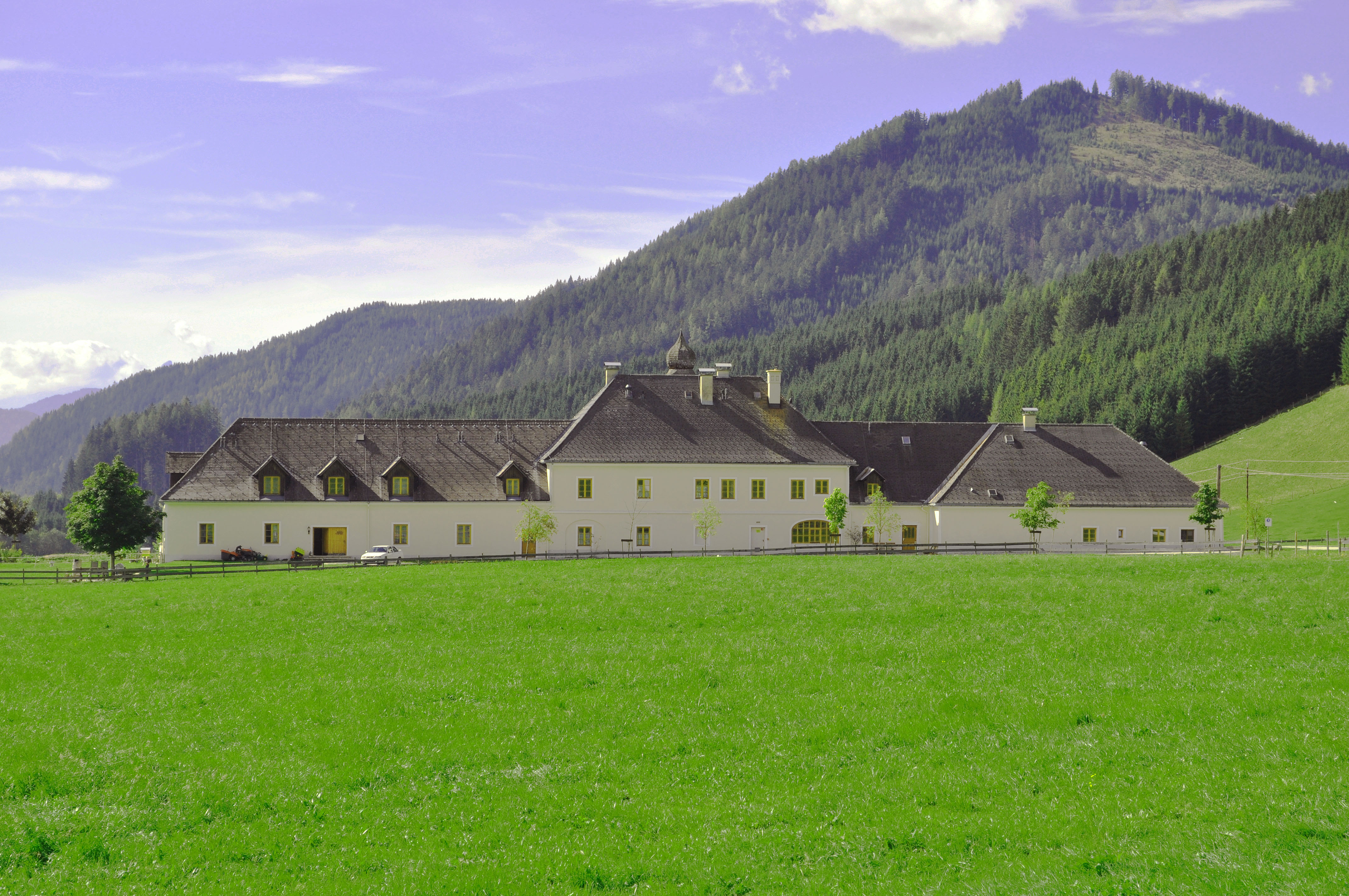
Schloss Kaiserau in Krumau

Krumau ist ein Ort auf dem Gebiet der gleichnamigen Katastralgemeinde im Osten der Gemeinde Admont im Bezirk Liezen am Rande des Nationalparks Gesäuse in der Steiermark.